# Сун Цзян
Сун Цзян (кит. 宋江, пиньинь Sòng Jiāng) — лидер группы повстанцев, живший во времена династии Сун в Китае. Больше всего известен как один из главных персонажей романа Ши Найаня Речные заводи.

## Биография

### Исторические источники
Сун Цзян упоминается в исторических источниках начиная с последних лет правления императора Хуэйцзуна (1124-1127).
Сведения о его жизни весьма противоречивы. Считается, что он был главой шайки разбойников, нападавших на путешественников в районе Шаньдуна. В Истории Сун упоминается, что императорские войска не смогли противостоять людям Сун Цзяна и решено было даровать им амнистию и направить против мятежников, во главе которых стоял Фань Ла.
В официальной биографии наместника Хайчжоу (ныне Цзянсу) Чжан Шуйэ сказано, что Сун Цзян потерпел поражение от войск упомянутого наместника и сдался. Судьба его после этого события неизвестна.

### Речные заводи

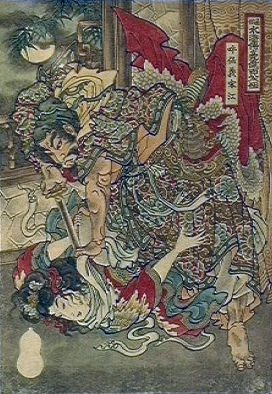
Сун Цзян убивает Янь Поси. Гравюра Утагавы Куниёси

В романе Речные заводи Сун Цзян является одним из главных персонажей. В начале повествования он служит писарем в управлении уезда Юньчэн. У него есть отец и брат по имени Сун Цин. Встретившись с командиром отряда по борьбе с разбойниками Хэ Тао, Сун Цзян узнает, что похищение его другом Чао Гаем подарков ко дню рождения сановника Цай Цзиня раскрыто. Он предупреждает Чао Гая, и тот бежит на гору Ляншаньбо, где становится главой промышляющих там разбойников. Затем рассказывается о том, как Сун Цзян подписывает брачный договор с девушкой по имени Янь Поси, которая впоследствии вступает в связь с сослуживцем Сун Цзяна по имени Чжан Вэнь-юань. Это приводит к тому, что Сун Цзян убивает Янь Поси и укрывается от преследования у сановника Чай Цзиня. Странствия в конце концов приводят Сун Цзяна на гору Ляншаньбо, где после смерти Чао Гая он становится предводителем разбойников. После множественных побед над правительственными войсками разбойники получают от императора помилование.

## Киновоплощения
- Гу Фэн (Речные заводи, 1972; Все люди — братья, 1975)
- Бао Гоань (Речные заводи, 1983)
- Ли Сюэцзянь[англ.] (Речные заводи, 1998)
- Чжан Ханьюй (Речные заводи, 2011)